# 台湾梭罗
台湾梭罗（学名：Reevesia formosana），臺灣話又稱白樹或銃床楠，为锦葵科梭罗树属下的一个种，原生于台湾南部。
其种加词“formosana”意为“台湾的”。